# Great Kentucky Hoard
El Great Kentucky Hoard («Gran tesoro de Kentucky») es un tesoro de más de 700 monedas de oro desenterradas en una parte no revelada de Kentucky, Estados Unidos, en la década de 2020 por un hombre en su propio terreno. El buscador del tesoro ha permanecido en el anonimato.
Hubo un total de 800 monedas de la era de la Guerra de Secesión y 700 de ellas eran monedas de oro. La Numismatic Guaranty Company (NGC), una empresa certificadora de monedas, colocó las monedas en losas de monedas. El sitio web GovMint vendió las monedas.

## Trasfondo
Las monedas se encontraron en un campo de maíz en Kentucky en algún momento antes de 2023; la ubicación exacta no fue revelada. La persona que encontró el tesoro pidió anonimato y las fuentes dicen que es un hombre. Muchas de las monedas se encontraron en el suelo con pedazos de una bolsa de tela y una de las monedas resultó dañada por el equipo agrícola. Había un total de 800 monedas de la era de la Guerra de Secesión en el tesoro y 700 de ellas eran monedas de oro.

## Historia
La fecha de las últimas monedas del tesoro era 1863. En mayo de 1861, la Legislatura de Kentucky aprobó una Declaración de neutralidad que fue violada muchas veces poco después. Entre tales incursiones, se rumoreaba que muchos residentes adinerados enterraban sus ahorros para evitar que los confederados los confiscaran. Dichos escondites significativos supuestamente ocultos incluían $ 80 000 en oro por el residente William Pettit de Lexington (equivalente a $ 1979676 en la actualidad), junto con James Langstaff, quien escribió una carta mencionando un caché en Paducah valorado en $ 20 000 (equivalente a $ 494919 en la actualidad).
Ryan McNutt, un arqueólogo de conflictos de la Universidad del Sur de Georgia, opinó que, según la datación del tesoro, el depósito fue enterrado antes del ataque de Morgan, una gran ofensiva a través de Kentucky hacia el Medio Oeste por parte del general confederado John Hunt Morgan en junio-julio de 1863, concurrente con la de Gettysburg y Vicksburg.

## Autenticación y composición

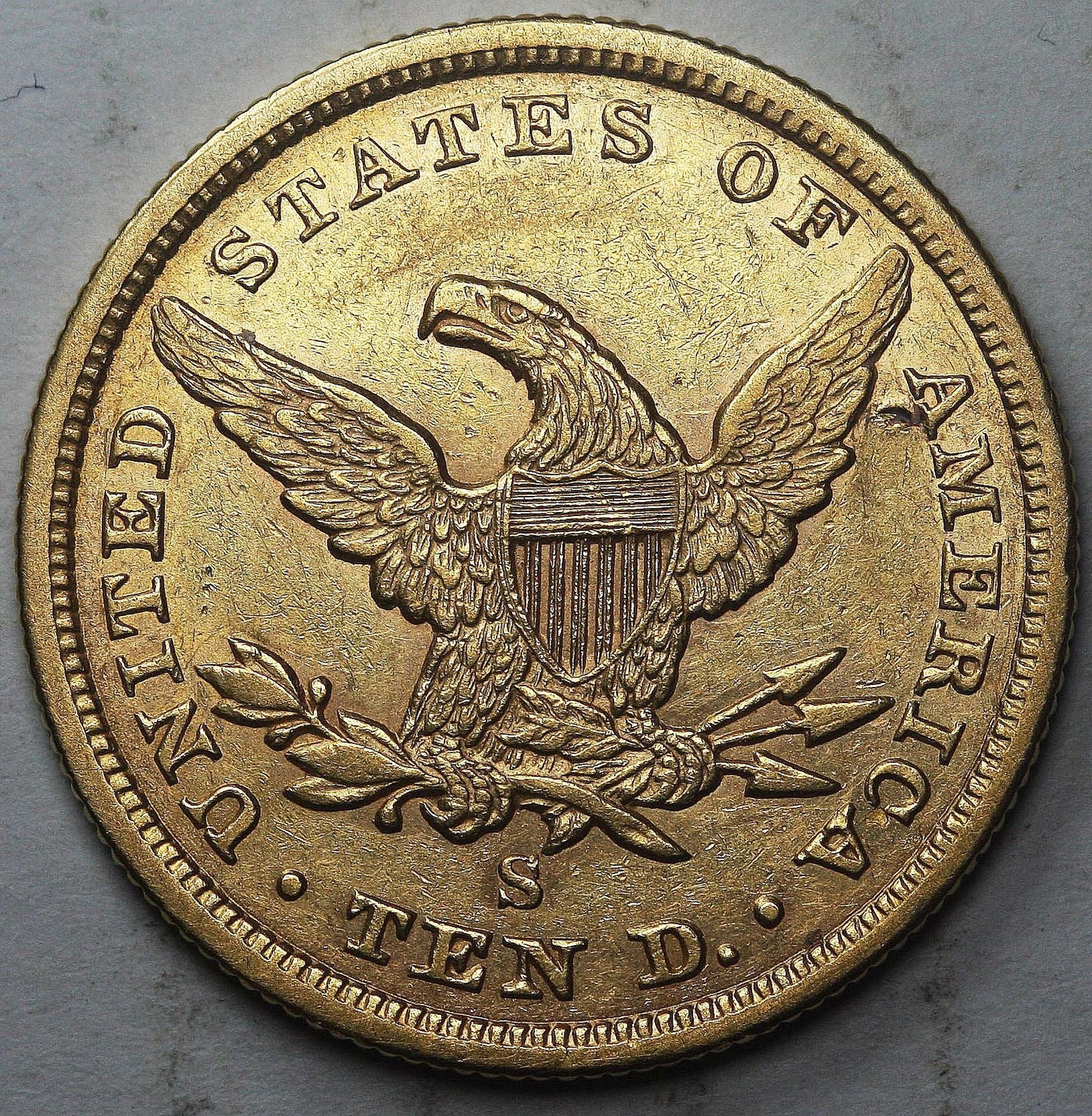
Un águila de cabeza de la libertad de 1856 ($10); se encontraron veinte monedas de este tipo en el Great Kentucky Hoard.

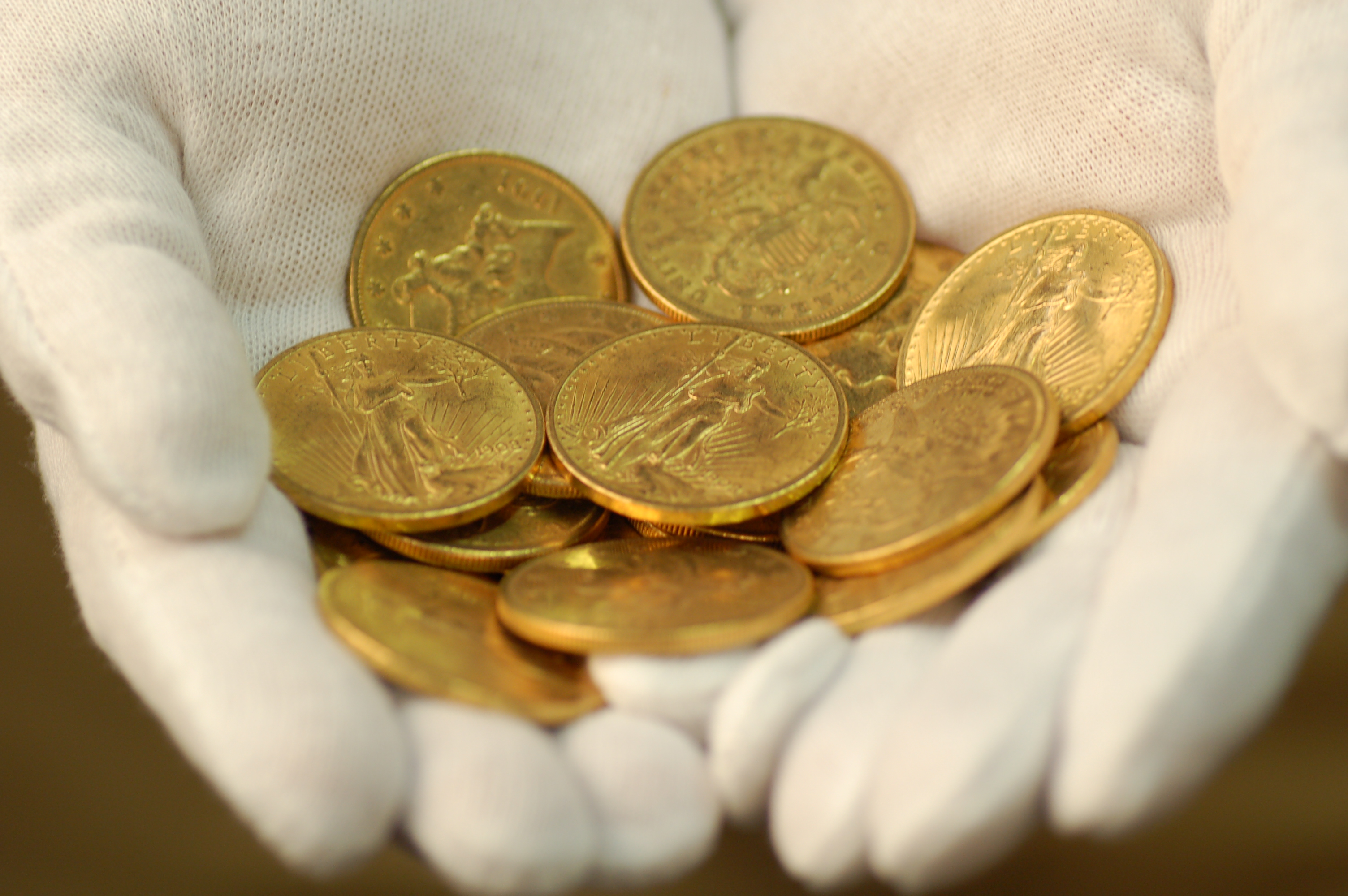
Manos enguantadas sosteniendo monedas tipo Águila Doble ($ 20).

El noventa y cinco por ciento del caché consiste en dólares de oro que consisten en variantes Tipo I, Tipo II, y Tipo III de 1854 a 1862. Veinte águilas de Liberty Head ($ 10) fueron identificadas hasta la fecha de 1840 a 1862, junto con 8 águilas dobles de Liberty Head ($ 20) que datan de 1857 a 1862. La datación del tesoro proviene de un conjunto de dieciocho águilas dobles de 1863, fabricadas en la Casa de Moneda de Filadelfia.
Las variantes de las monedas en circulación incluyen tres variantes de dólar doblado de 1862 denominadas FS-101. Se notó que los dólares de 1861 tenían imperfecciones en la alineación del medallón y un nuevo error de 1862 (dos especímenes), donde la fecha se volvió a perforar dos veces, que luego fue denominada variante VP-002 por Numismatic Guaranty Company (NGC).
Tras el descubrimiento, NGC cortó las piezas con una etiqueta específica que rastreaba las monedas hasta el tesoro. El tesoro fue publicitado a través de la certificación de las monedas a través de NGC y posteriormente vendido por el sitio web GovMint.

## Legado
El descubrimiento de este alijo es importante ya que las últimas piezas datan de 1863, el apogeo de la Guerra de Secesión estadounidense, y como tal, es una de esas pruebas físicas del oro perdido de la Guerra de Secesión que impregna la cultura popular estadounidense.